# 벌과 나비
《벌과 나비》는 1985년 11월 3일에 MBC TV에서 방영되었던 베스트셀러극장이다.

## 줄거리
치과의사 한상우(정욱)의 애인 지숙(임예진)은 어느 날 새벽, 가스를 틀어놓고 자살을 기도한다. 이 때 옆집에 사는 청년 태현이 창문을 부수고 들어와 지숙을 구출한다. 지숙이 자살을 기도한 이유는 상우가 유부남이라 그의 가정을 파탄시킬 수 없었다는 것인데...

## 출연
- 정욱
- 김윤경
- 임예진
- 박상조
- 국정환
- 김경진
- 김애경
- 정희선
- 이원용
- 정영란